# ヘートヴィヒ・フォン・エスターライヒ＝トスカーナ
ヘートヴィヒ・フォン・エスターライヒ＝トスカーナ（Hedwig Erzherzogin von Österreich-Toskana, 1896年9月25日 - 1970年11月1日）は、オーストリア帝室の分家ハプスブルク＝トスカーナ家出身の大公女（Erzherzogin）。オーストリア皇帝フランツ・ヨーゼフ1世の外孫。

## 生涯

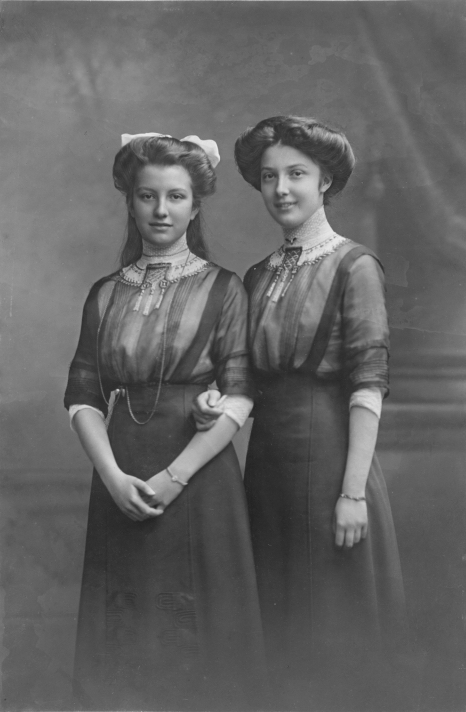
ヘートヴィヒ（左）と姉のエラ、1912年

フランツ・ザルヴァトール大公と、その妻で皇帝フランツ・ヨーゼフ1世の末娘マリー・ヴァレリー大公女の間の第4子、次女として生まれた。洗礼式は祖父皇帝の別荘カイザーヴィラの大広間で行われた。姉のエラと一緒に、教育学者・発達心理学者エルザ・ケーラーを養育係として育った。1918年4月24日にヴァルゼー城において、ベルンハルト・ツー・シュトルベルク＝シュトルベルク伯爵（1881年 - 1952年）と結婚した。伯爵夫妻は間に5男4女、計9人の子女をもうけた。
ヘートヴィヒは母から結婚の贈り物として、チロル地方山中のキュータイ狩猟用城館の所有権を譲渡された。これは祖父皇帝が1893年に購入し、1916年に母が相続していた城館だった。
1949年、ヘートヴィヒは結婚してから住み続けていたキュータイの屋敷の傍にスキーリフトを設置するため、欧州復興計画借款からの融資を求めた。当時のオーストリア通商・経済復興担当相エルンスト・コルブは、利益の採算性が見込めないとして彼女の申請を却下した。1952年、未亡人となったヘートヴィヒは城を改装し、スキー客向けのホテルとして開業した。
1970年に死去し、遺骸はハル市営墓地にある伯爵一家の納骨堂に埋葬された。

## 子女
ベルンハルト・ツー・シュトルベルク＝シュトルベルク伯爵との間に5男4女をもうけた。
- マリー・エリーザベト（1919年 - 2012年）
- フランツ・ヨーゼフ（1920年 - 1986年）
- フリードリヒ・レオポルト（1921年 - 2007年）
- ベルンハルト・フリードリヒ・フーベルトゥス（1922年 - 1958年）
- テレーゼ・マリア・ヴァレリー（1923年 - 1982年）
- カール・フランツ（1925年 - 2003年）
- フェルディナント・マリア・インマクラータ（1926年 - 1998年）
- アンナ・レギーナ・エマヌエラ・マリア（1927年 - 2002年）
- マグダレーナ・マリア・マティルデ（1930年 - ）